# 内舘茂
内舘 茂（うちだて しげる、1966年〈昭和41年〉9月28日 - ）は、日本の政治家、実業家。盛岡市長（1期）。

## 来歴
岩手県盛岡市出身。盛岡市立杜陵小学校、盛岡市立下橋中学校、岩手県立盛岡第一高等学校を経て、学習院大学経済学部経営学科卒業。卒業後はTOTOに就職する。同社を退職した後は帰郷し、実家の住宅設備会社丸乃タイル株式会社で働く。2003年に同社の代表取締役社長となり、社名を株式会社マルノに変更した。
2015年の盛岡市長選に立候補し、民主・生活両党の推薦を受けたが、現職の谷藤裕明に敗れた。
2019年の盛岡市長選で再び立候補したが、現職の谷藤に再び敗れた。
2023年の盛岡市長選では3度目の挑戦となり、内舘が65,704票を得て当選、6期目を目指した現職の谷藤（得票数48,022票）を破った。
このほか盛岡青年会議所理事長、母校の杜陵小学校、盛岡第一高等学校各PTA会長、岩手県高等学校PTA連合会会長、岩手県法人会連合会青年部会長、学習院大学岩手桜友会世話役などを務めた。